# غرانيسل (كولومبيا البريطانية)
غرانيسل (بالإنجليزية: Granisle)‏ هي مستوطنة تقع في كندا في بولكلي-نيتشاكو آ، كولومبيا البريطانية. يقدر عدد سكانها بـ 303 نسمة ومساحتها 41.86 كم2 وترتفع عن سطح البحر 740 متر.